# 修善寺駅
修善寺駅（しゅぜんじえき）は、静岡県伊豆市柏久保にある、伊豆箱根鉄道駿豆線の駅である。駅番号はIS13。駿豆線の終着駅である。ここから隣接する市や町に路線バスが運行している。
2014年（平成26年）に、駅舎の建て替えと北口と南北自由通路を新設し、駅舎には土産物屋や観光案内所、駅弁売り場なども設置された。
なお、この北口の供用開始後も、バスやタクシーの発着は南口となっている。

## 歴史

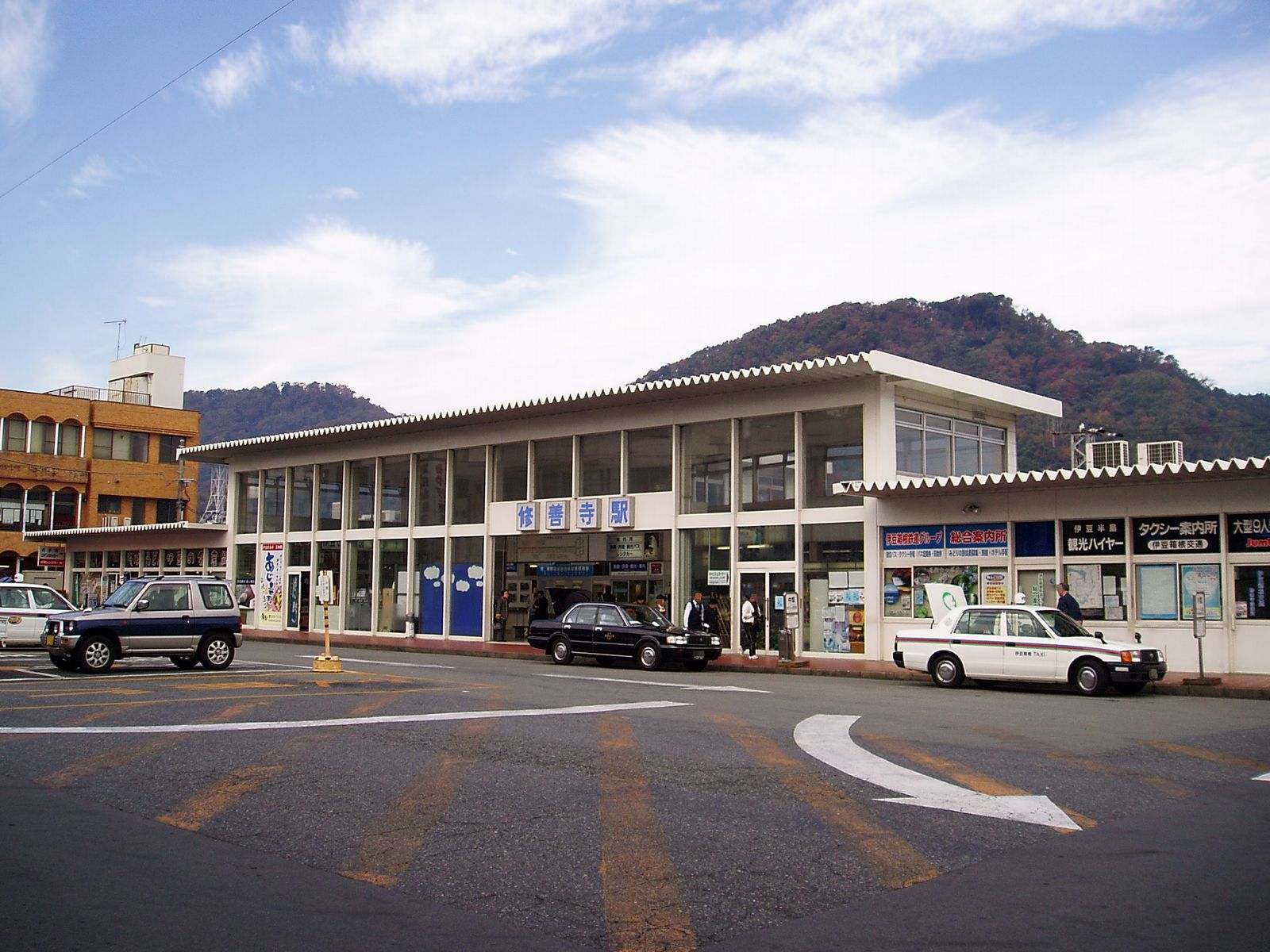
旧駅舎（2007年11月）

- 1924年（大正13年）8月1日：大仁 - 修善寺間開業に伴い開業。
- 1966年（昭和41年）12月1日：貨物営業廃止。
- 1983年（昭和58年）4月27日：駅舎完成。
- 2000年（平成12年）：中部の駅百選に選定される。
- 2013年（平成25年）10月5日：新駅舎一部供用開始。
- 2014年（平成26年）9月13日：新駅舎の完成式典[1]。
- 2015年（平成27年）3月27日：田京 - 修善寺間で、 鉄道総研が超電導送電技術を用いた世界初の列車走行試験に成功[2]。大仁駅に超電導送電システムを設置して試験走行を実施した。
- 2024年（令和6年）3月5日：この日より副駅名権のスポンサー契約を三島信用金庫（三島市）と締結。副駅名は同信金の目指す姿を思い描いた『行き先は新しい未来 地域をつなぎ 笑顔をつくる』となった[3]。
- 2024年（令和6年）7月2日：台北捷運新北投駅との間で姉妹駅協定を締結[4]。

## 駅構造
頭端式ホーム3面5線を有する地上駅。有人駅で自動券売機、自動改札機（いずれもTOICA・SuicaなどのICカード（他の全国相互利用交通系ICカード含む)に非対応、ただし交通系ICカードを除くキャッシュレス決済（クレジットカード、電子マネー、QRコード決済）には駿豆線内のみの切符販売に駅窓口で対応している）などの設備があり、駅舎内には食堂・土産物店・セブン-イレブンが併設されている。
出札口ではJRに直通する乗車券と特急「踊り子」の特急券や新幹線特急券の発券を行っている。マルス端末が設置されており、JRに直通する特急券はマルス端末で発券される。線内完結の特急券については、常備券（硬券）で発券される。
駅構内には、伊豆箱根鉄道など西武グループ各社がタイアップを行っているアニメ作品『ラブライブ!サンシャイン!!』のキャラクターパネルなどが設置されている。また、2017年11月21日から2019年7月10日までの間、ライブツアー「Aqours 2nd LoveLive! HAPPY PARTY TRAIN TOUR」で実際に使用された、SL型の大型セットが駅コンコース内で展示されていた（展示終了後は沼津市のふじのくに千本松フォーラムに移設）。

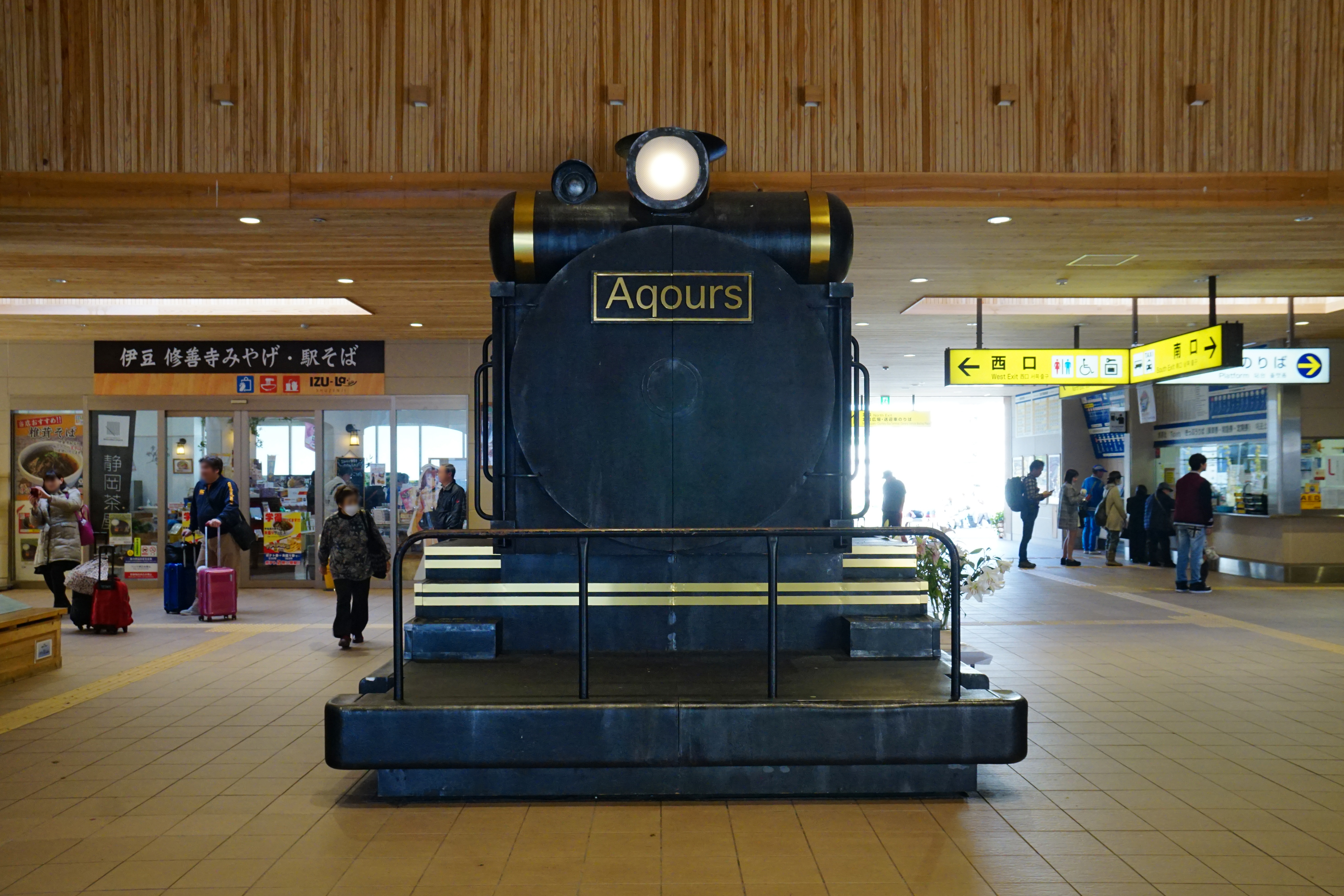
コンコース内で展示されていた「Aqours 2nd LoveLive! HAPPY PARTY TRAIN TOUR」で実際に使用されたSL型の大型セット（2018年11月）

### のりば
| 番線 | 路線   | 行先     | 備考                                    |
| ---- | ------ | -------- | --------------------------------------- |
| 1    | 駿豆線 | 三島方面 | （一部列車のみ）                        |
| 2    | 駿豆線 | 三島方面 | ■特急「踊り子」も発着（土曜・休日のみ） |
| 3    | 駿豆線 | 三島方面 | ■特急「踊り子」も発着                   |
| 4    | 駿豆線 | 三島方面 |                                         |
| 5    | 駿豆線 | 三島方面 | （一部列車のみ）                        |

付記事項
- 特急「踊り子」号は2・3番線から発車する[注釈 1]。普通列車は2・3・4番線の発着が基本だが、2・3番線に特急列車が停車している場合や日中・夜間の停泊明けとなる列車は1・5番線も使用する。
- 列車発車時には電子電鈴から発車ベルが鳴る。このベルはホームの島ごとに音程が異なる。
- かつては駅構内に機回し線を含めて3本の側線があったが、駅改良工事により機回し線だった線路に5番線ホームが建設され、2012年12月1日より使用開始された。5番線ホームの有効長は3両分であり、普通列車のみが発着できる。残る2本の側線も1本が撤去されている。

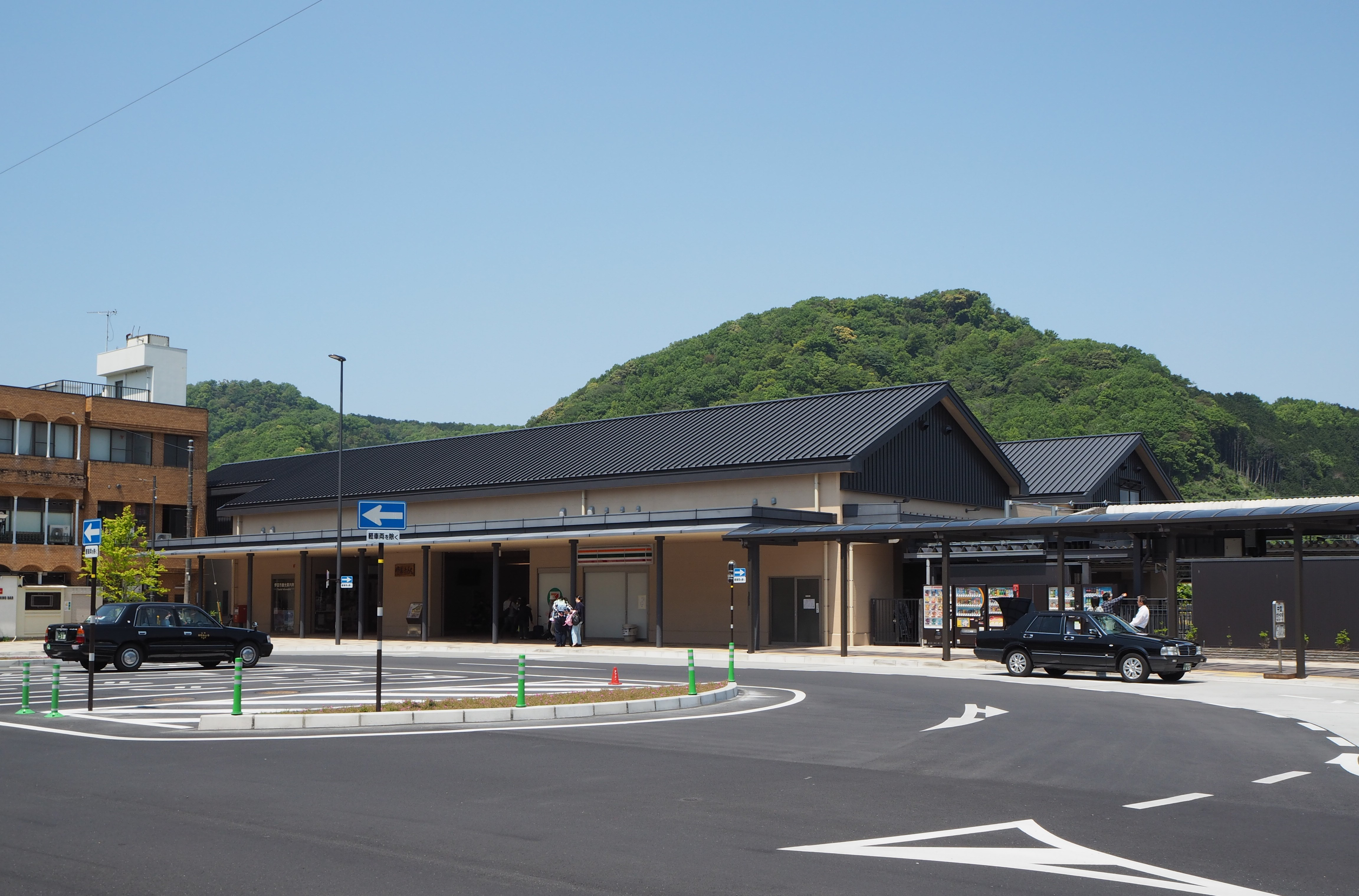
南口（2016年5月）
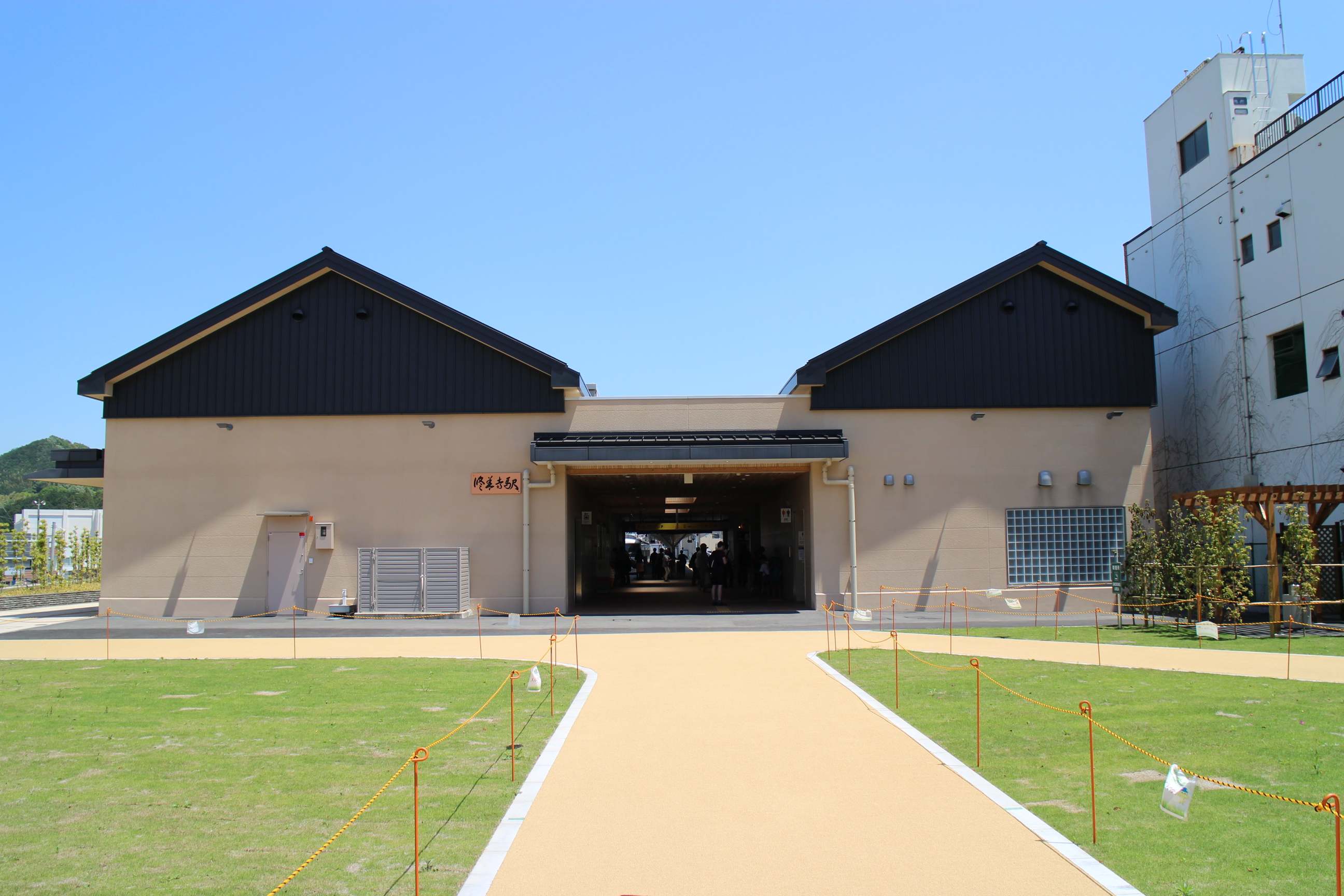
西口（2016年5月）
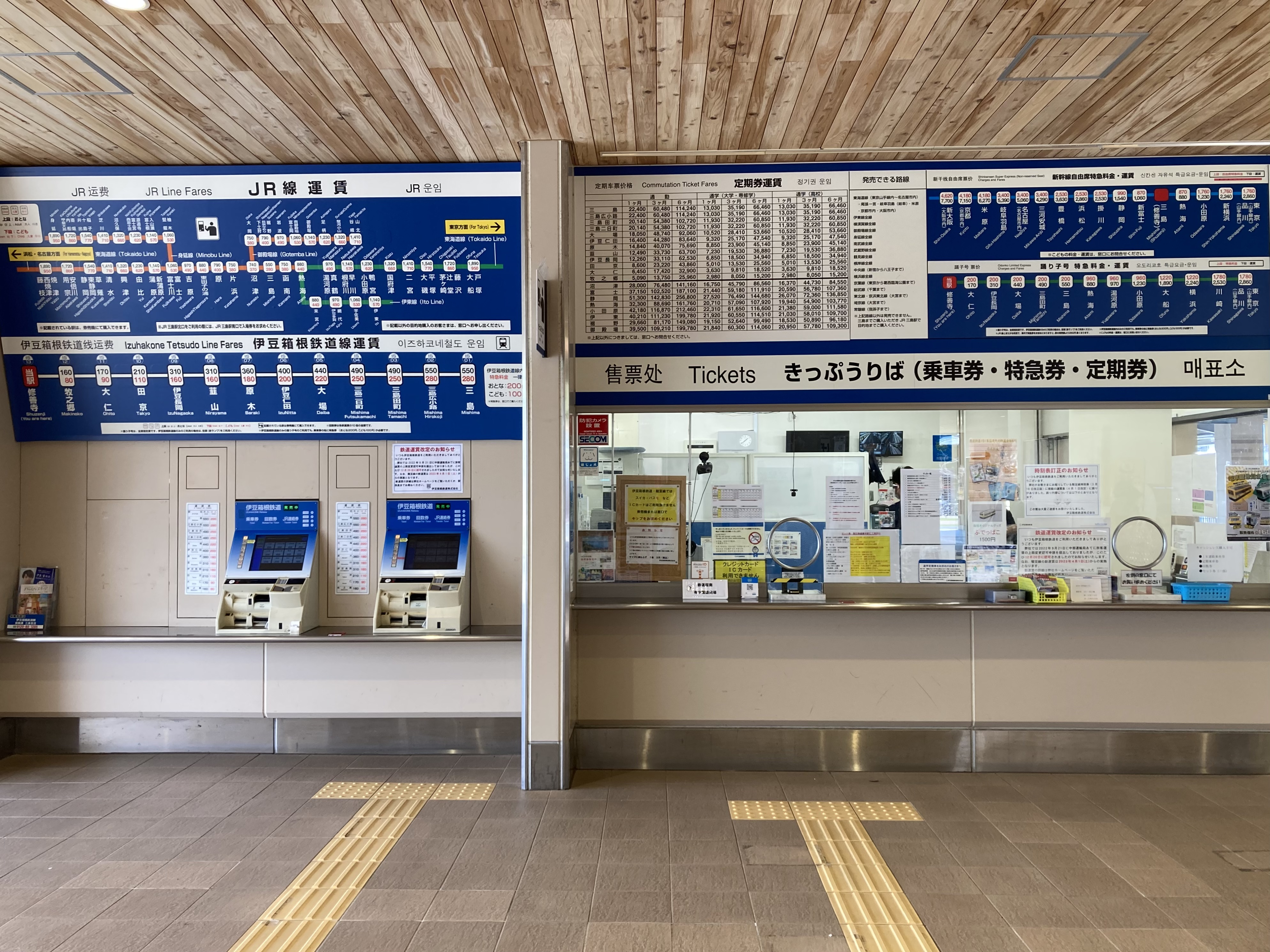
切符売場（2023年4月）
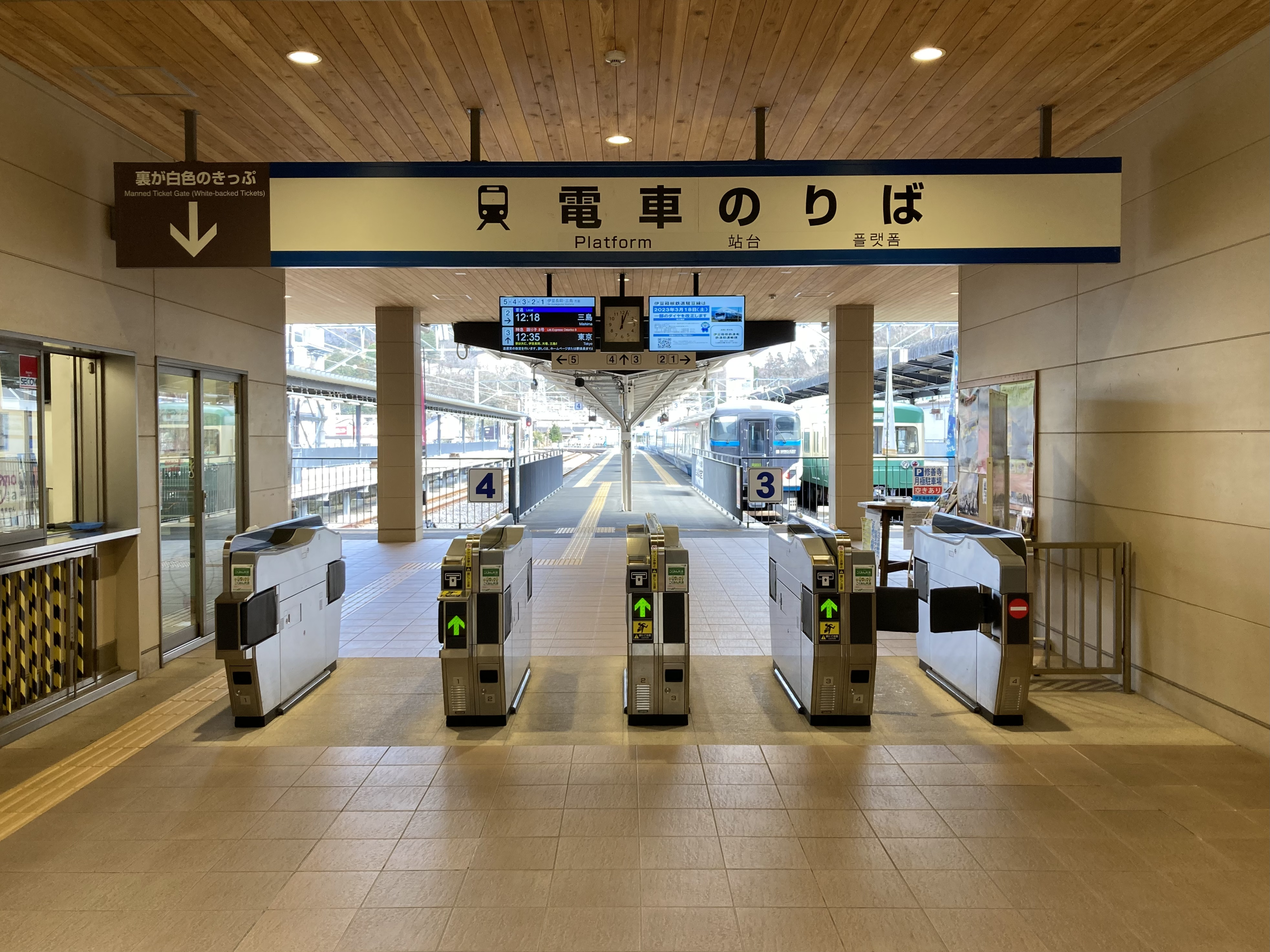
改札口（2023年2月）
1番線・2番線ホーム（2023年4月）
3番線・4番線ホーム（2023年4月）
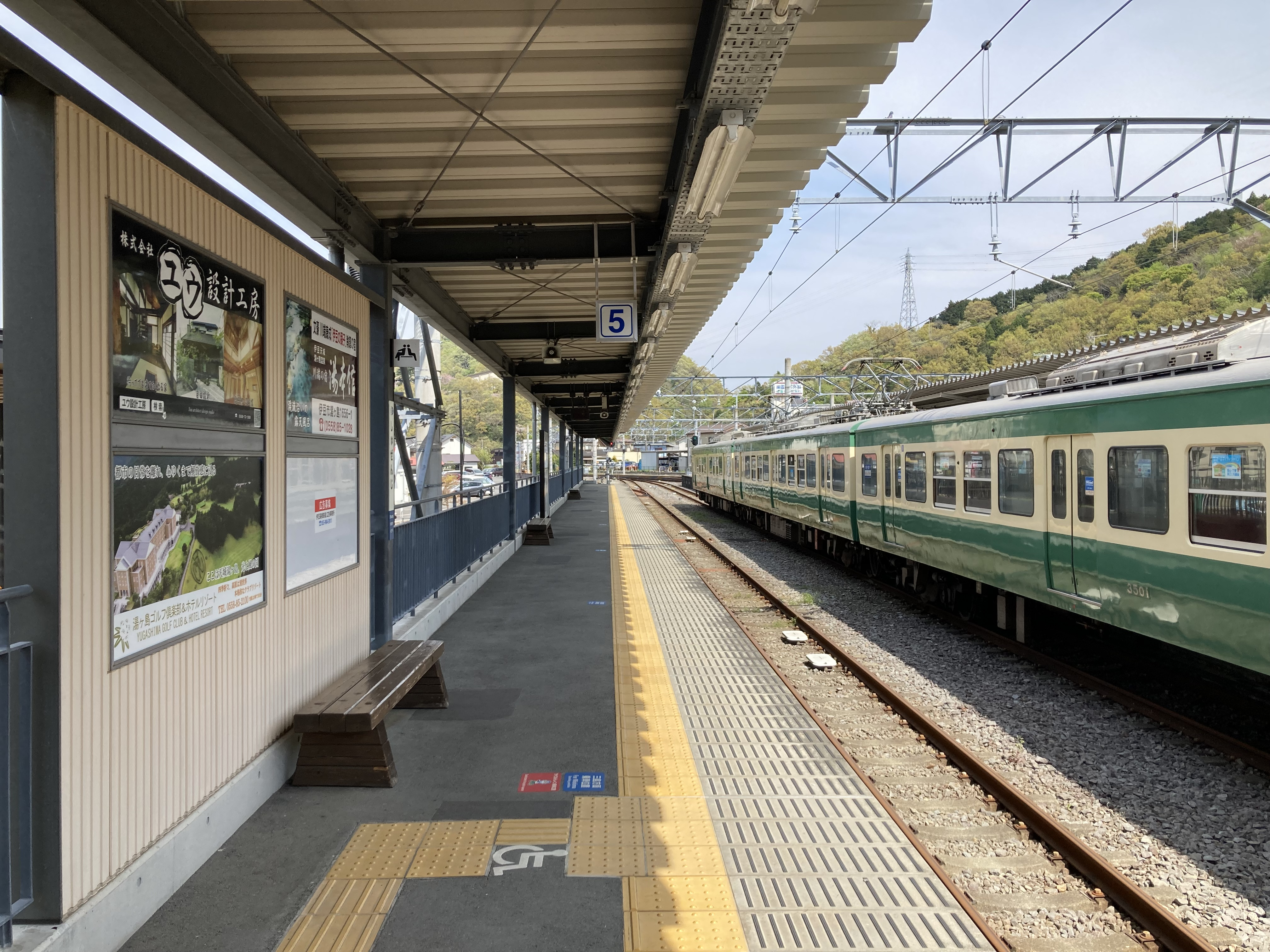
5番線ホーム（2023年4月）
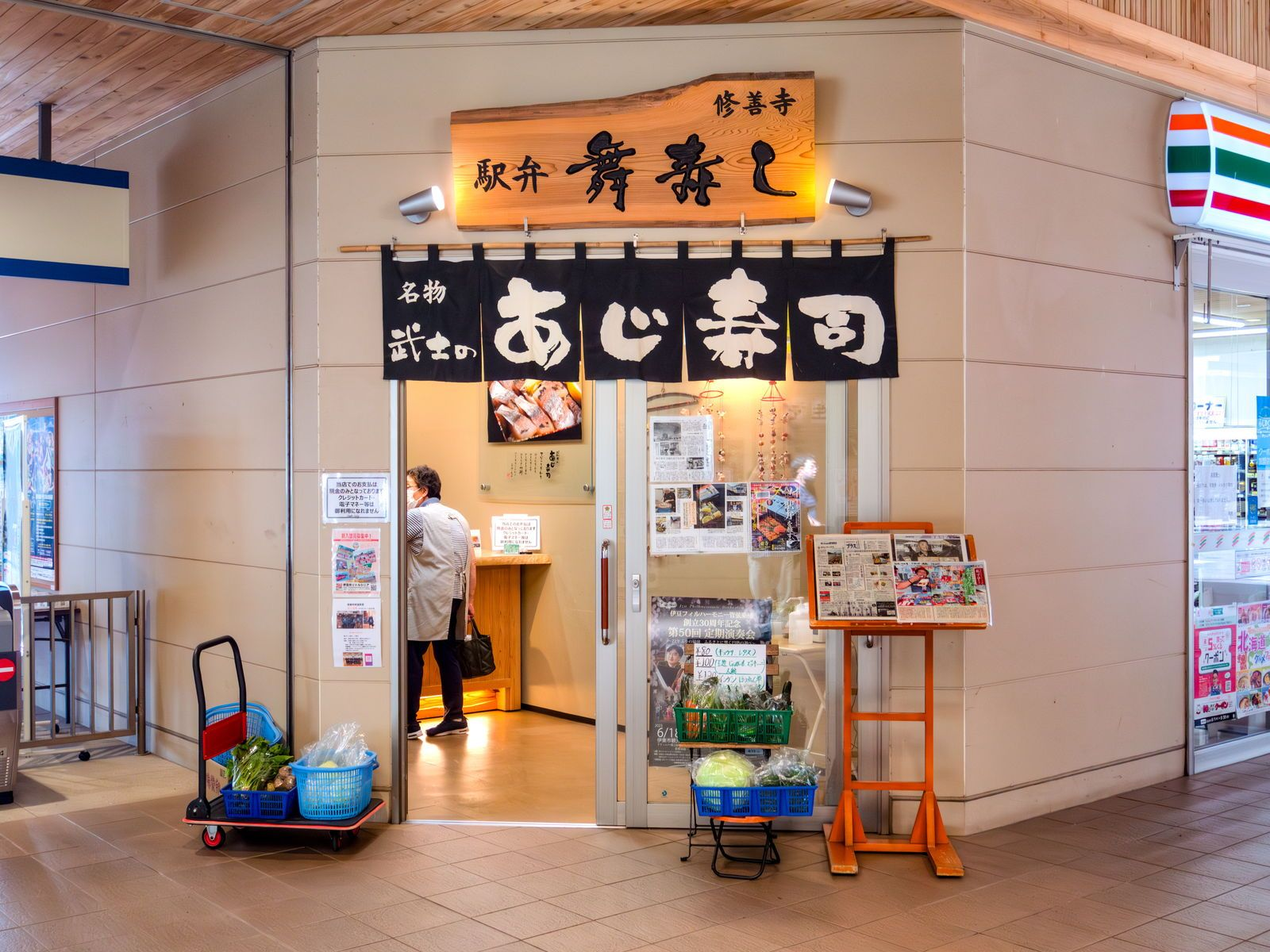
修善寺駅駅弁舞寿し（2023年6月）
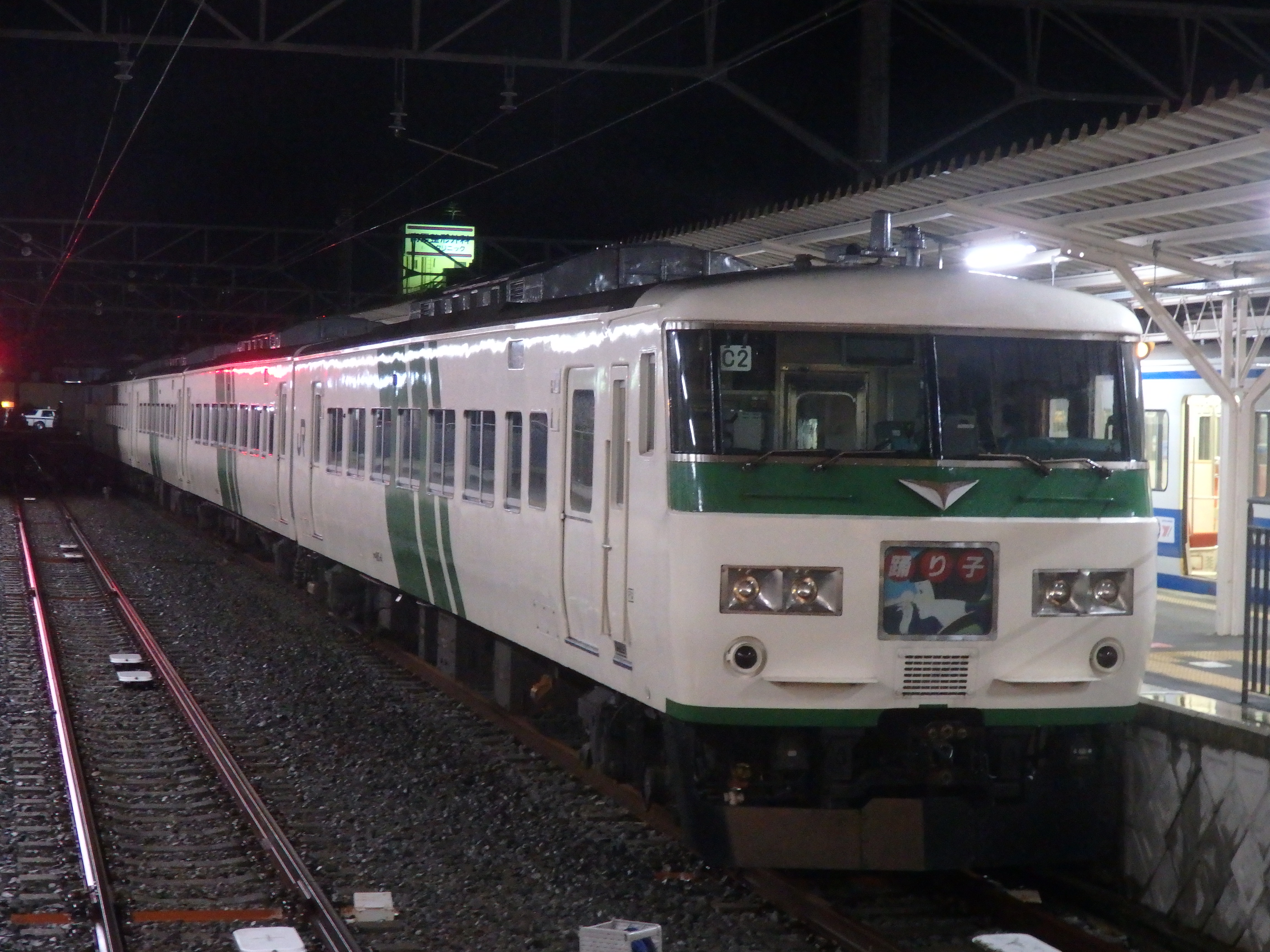
夜間滞泊する185系（2017年9月）
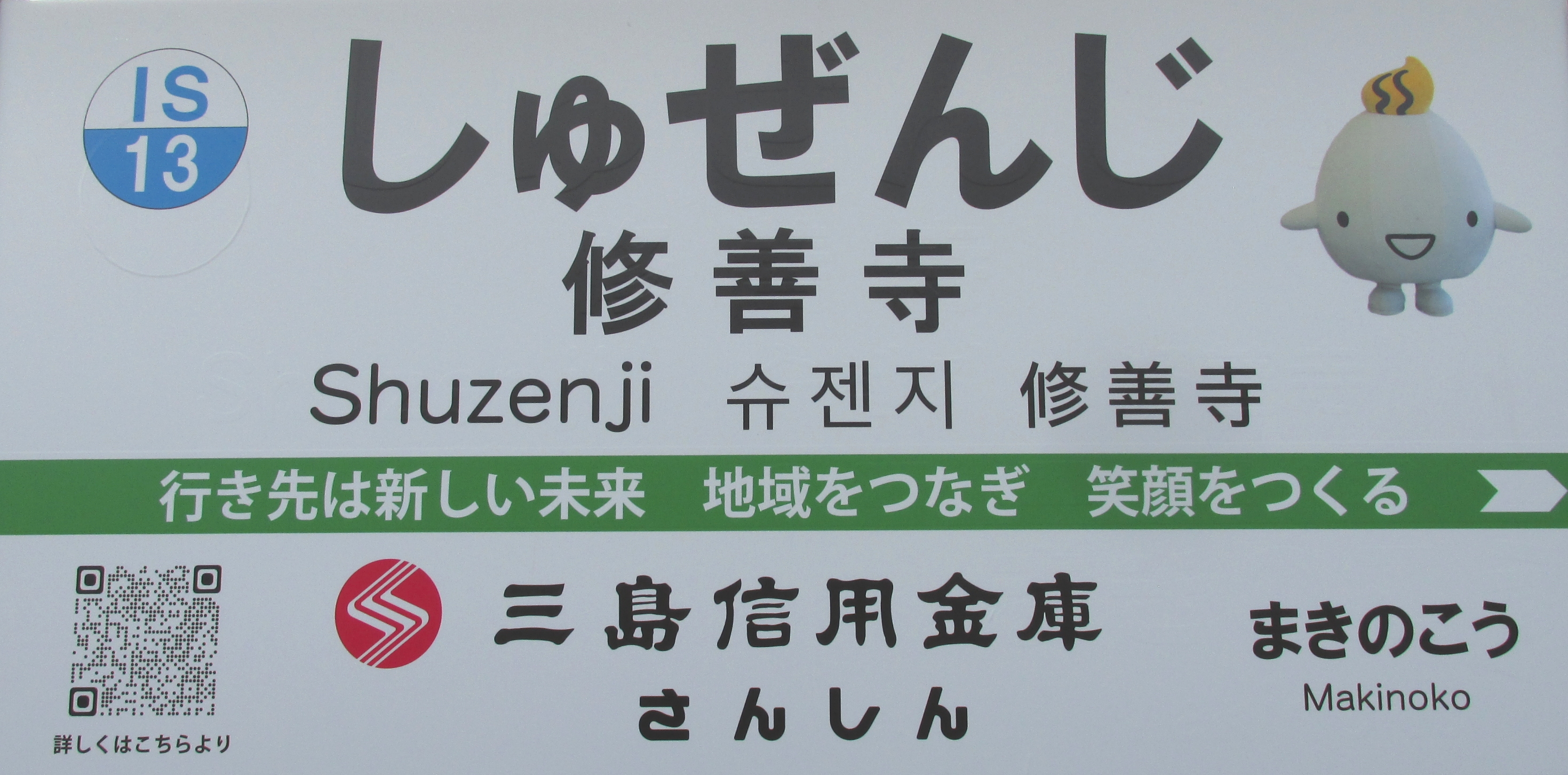
駅名標（2024年4月）

## 駅弁
舞寿しが販売する主な駅弁は下記の通り。
- 武士（）のわさびシャモ飯（土曜・日曜のみ）
- 武士（）のあじ巻き寿司
- 武士（）のあじ寿司
- 武士（）のい寿司
- 武士（）の椎茸弁当

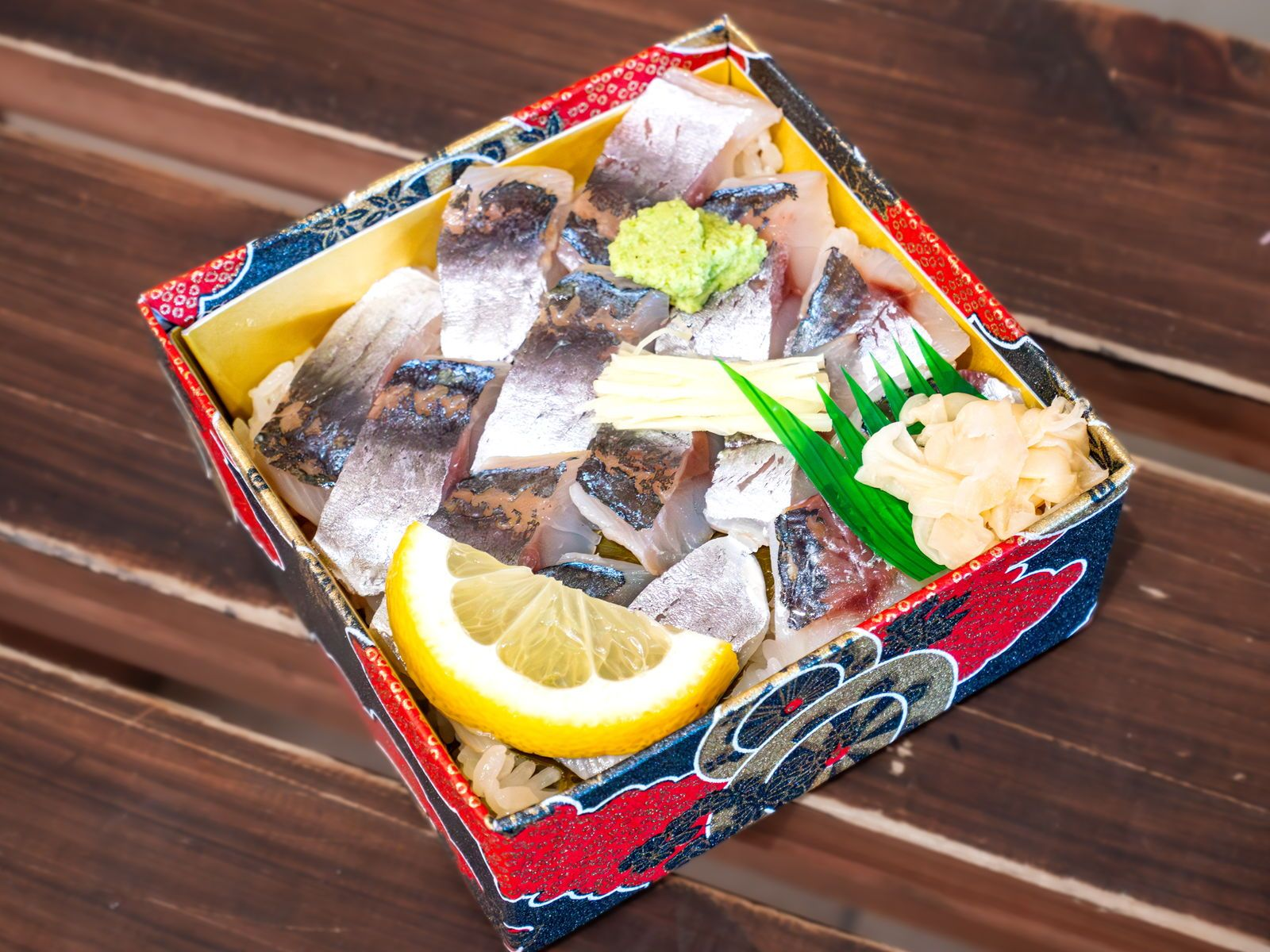
武士のあじ寿司
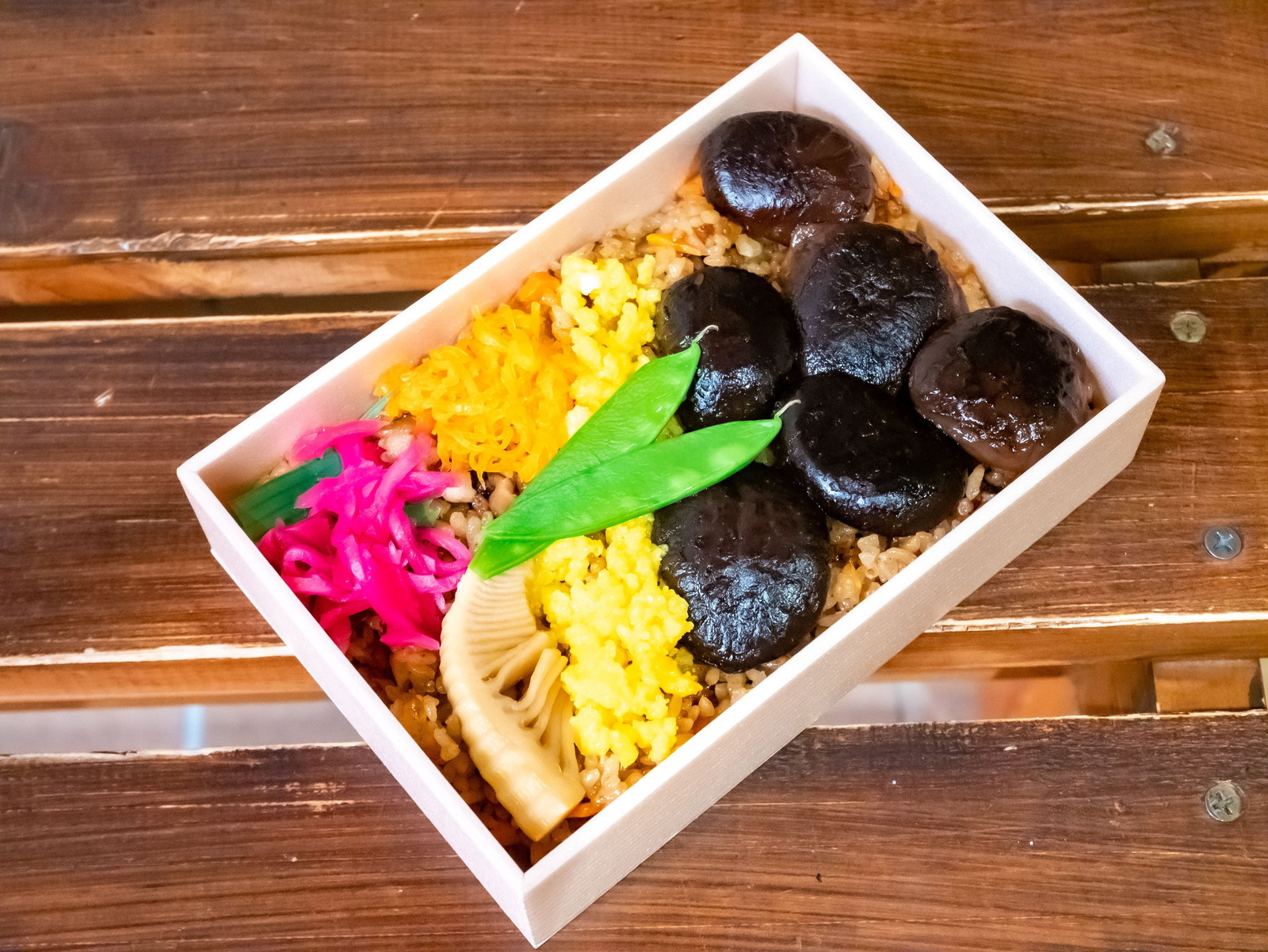
武士の椎茸弁当

## 利用状況
- 2022年（令和4年）度の1日平均乗車人員は1,744人[* 1]である。

近年の1日平均利用客数の推移は以下の通りである。
| 年度               | 1日平均 乗降人員 | 1日平均 乗車人員 | 出典     |
| ------------------ | ---------------- | ---------------- | -------- |
| 1993年（平成05年） |                  | 4,232            | [ * 2 ]  |
| 1994年（平成06年） |                  | 4,037            | [ * 3 ]  |
| 1995年（平成07年） |                  | 3,828            | [ * 4 ]  |
| 1996年（平成08年） |                  | 3,836            | [ * 5 ]  |
| 1997年（平成09年） |                  | 3,639            | [ * 6 ]  |
| 1998年（平成10年） |                  | 3,488            | [ * 7 ]  |
| 1999年（平成11年） |                  | 3,394            | [ * 8 ]  |
| 2000年（平成12年） |                  | 3,249            | [ * 9 ]  |
| 2001年（平成13年） |                  | 3,205            | [ * 10 ] |
| 2002年（平成14年） |                  | 3,094            | [ * 11 ] |
| 2003年（平成15年） |                  | 3,041            | [ * 12 ] |
| 2004年（平成16年） |                  | 2,889            | [ * 13 ] |
| 2005年（平成17年） |                  | 2,819            | [ * 14 ] |
| 2006年（平成18年） |                  | 2,791            | [ * 15 ] |
| 2007年（平成19年） |                  | 2,703            | [ * 16 ] |
| 2008年（平成20年） |                  | 2,600            | [ * 17 ] |
| 2009年（平成21年） |                  | 2,415            | [ * 18 ] |
| 2010年（平成22年） |                  | 2,545            | [ * 19 ] |
| 2011年（平成23年） |                  | 2,473            | [ * 20 ] |
| 2012年（平成24年） |                  | 2,457            | [ * 21 ] |
| 2013年（平成25年） |                  | 2,428            | [ * 22 ] |
| 2014年（平成26年） |                  | 2,319            | [ * 23 ] |
| 2015年（平成27年） |                  | 2,353            | [ * 24 ] |
| 2016年（平成28年） |                  | 2,366            | [ * 25 ] |
| 2017年（平成29年） |                  | 2,378            | [ * 26 ] |
| 2018年（平成30年） |                  | 2,296            | [ * 27 ] |
| 2019年（令和元年） |                  | 2,168            | [ * 28 ] |
| 2020年（令和02年） | 3,059            | 1,480            |          |
| 2021年（令和03年） | 3,380            | 1,649            |          |
| 2022年（令和04年） | 3,633            | 1,744            |          |
| 2023年（令和05年） | 3,865            |                  |          |

## 駅周辺
- 伊豆市役所
- 静岡県立伊豆総合高等学校
- 修善寺温泉
- 修禅寺
- 狩野川
- 修善寺虹の郷
- 日本サイクルスポーツセンター
- 日本競輪選手養成所
- 国道136号
- 静岡県道12号伊東修善寺線
- 静岡県道80号熱海大仁線
- 東海バス修善寺駅前案内所
- 花月園

## バス路線

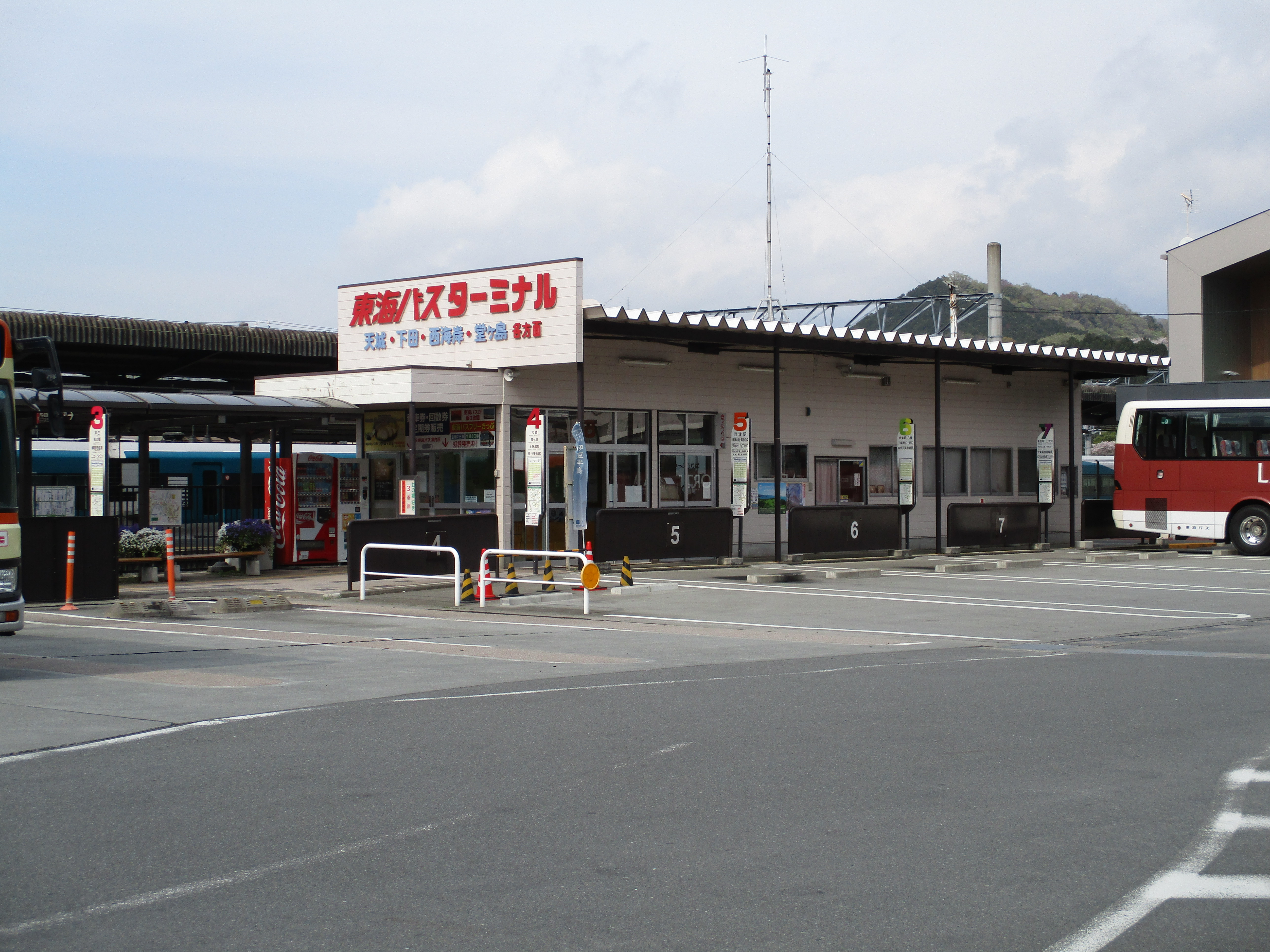
南口の駅前にあるバスターミナル

駅南口のロータリー内に「修善寺駅」停留所があり、東海バスの路線が発着する。修善寺温泉行は2024年4月1日より、東海バスの単独運行となった（それまでは、伊豆箱根バスも運行していた）。
| のりば   | 運行事業者 | 系統・行先 | 備考 |
| 修善寺駅 | 修善寺駅   | 修善寺駅 | 修善寺駅 |
| -------- | ---------- | --- | --- |
| 1        | 東海バス   | - C10：修善寺温泉 - C11：湯舟口 | 「C11」は伊豆市自主運行バス路線 |
| 2        | 東海バス   | - C30・C32：戸田 - C33（直行）・C34：修善寺虹の郷 - C35：だるま山高原レストハウス - C37（直行）・C38：もみじ林前                                                                  | - 「C33」は修善寺虹の郷の休園日は運休 - 「C35」は土日祝のみ運行 - 「C37」は「修善寺虹の郷」の休園日に運行                                                                  |
| 3        | 東海バス   | - C23：姫の湯下 - C24・C25：筏場 - C71：下尾野口 - C72：沢口 - C77：年川車庫 - C74：中伊豆温泉病院 - I41：伊東駅                                                                  | 伊豆市自主運行バス路線（「C77」「I41」を除く）。 「I41」は伊豆市・伊東市自主運行バス路線。 また、「C72」は土曜・休日運休（※学休期は平日も運休）                            |
| 4        | 東海バス   | W30・W39（快速）：松崎 | |
| 5        | 東海バス   | - C50：河津駅 - C52：昭和の森会館 - C53：特別養護老人ホーム天城の杜 - C54：湯ヶ島 - C55・C58：持越温泉 - C56・C59：湯ヶ島温泉 - C61：柿木大野 - C62：柿木地区循環 - C63：八丁池口 | - 「C53」「C55」「C56」「C58」「C59」「C61」「C62」は伊豆市自主運行バス路線 - 「C63」は季節運行路線。朝1便のみ運行 （※前日の天気予報で降水確率50％以上となった場合は運休） |
| 6        | 東海バス   | - W39（快速）：三島駅 | |
| 7        | 東海バス   | - C80・C87：亀石峠 - C84：上大沢 - C85：熊坂 - C90：日本サイクルスポーツセンター - C92：馬渡橋                                                                                    | - 「C80」「C87」は伊豆の国市自主運行バス路線。また、休日運休 - 「C84」「C92」は伊豆市自主運行バス路線。また、「C92」は1便を除き開校日のみ運行 - 「C90」は休校日のみ運行    |

## 隣の駅
※特急「踊り子」の隣の停車駅は列車記事を参照。
伊豆箱根鉄道
 駿豆線
牧之郷駅 (IS12) - 修善寺駅 (IS13)